# 미친 능력
《미친 능력》(영어: The Unbearable Weight of Massive Talent)은 2022년 미국의 코미디 액션 영화이다. 배우 니콜라스 케이지의 자전적인 내용을 담은 영화로, 과거의 인기 스타에서 몰락해 재정난에 시달리는 주인공을 연기한다. 감독은 톰 고미컨이 맡았고, 니콜라스 케이지 외에 페드로 파스칼, 티파니 해디시, 샤론 호건, 아이크 배린홀츠, 알레산드라 마스트로나르디, 닐 패트릭 해리스가 출연한다.
대한민국에서는 2022년 6월 22일 개봉한다.

## 줄거리
한물간 할리우드 배우 니콜라스 케이지는 연이은 영화 역할 실패와 과거의 성공에 사로잡힌 젊은 자신의 환영인 '니키'에게 시달리며 힘든 시기를 보낸다. 그는 딸의 생일 파티에서 겪은 수치스러운 사건 이후 은퇴를 결심하고, 에이전트의 제안으로 100만 달러를 받고 스페인 마요르카 섬에서 억만장자 팬 하비 구티에레스를 만나 그의 생일 파티에 참석하게 된다.
처음에 하비의 과도한 요구와 즉흥 영화 제작 제안에 짜증을 내던 니콜라스는 점차 하비의 열정에 감화되어 친밀한 관계를 맺는다. 그러던 중 CIA 요원 비비안과 마틴이 등장하여 하비가 무기 거래로 부를 축적했으며, 카탈루냐 반범죄 정치인의 딸 마리아 델가도를 납치했다고 주장한다. 니콜라스는 하비가 범죄자일 리 없다고 생각하지만 결국 CIA의 임무를 돕기로 한다.
니콜라스는 하비의 저택에 카메라를 설치하고, 하비와 영화를 함께 만들기로 발표하며 저택에 더 오래 머무르면서 마리아를 찾으려 한다. LSD를 흡입하는 소동 후, 니콜라스와 하비는 그들의 관계를 영화로 만들기로 한다. 니콜라스는 하비가 자신의 영화를 숭배하는 방을 발견하고, CIA는 하비의 반응을 보기 위해 납치 이야기를 각본에 넣으라고 제안한다.
니콜라스는 하비에게 이 아이디어를 설명하고, 하비는 가족 문제로 힘들어하는 니콜라스를 위로하려 한다. 비비안은 니콜라스에게 도망치거나 하비를 죽이라고 하지만, 하비는 니콜라스의 가족을 저택으로 데려온다. 니콜라스는 가족과 화해하려 하지만 거절당하고, 오히려 자신의 영화 경력을 우선시했다는 비난을 듣는다.
하비는 사촌 루카스와 만나 루카스가 실제 무기 거래상이며 마리아를 납치한 장본인이라는 사실이 드러난다. 루카스는 니콜라스가 CIA와 협력하고 있다는 것을 알고 하비에게 그를 죽이라고 압박한다. 니콜라스와 하비는 서로를 죽일 수 없다는 것을 깨닫고 루카스의 부하들에게 쫓긴다. 이들은 도망치다 니콜라스의 딸 애디가 납치되었다는 것을 알게 된다.
니콜라스와 하비는 CIA 안전 가옥으로 피신하지만 함정에 빠지고, 마틴은 살해당하고 비비안은 동료를 구하고 죽는다. 니콜라스는 하비의 도움으로 범죄자 부부로 위장하여 루카스에게 접근하고, 루카스를 속여 애디와 마리아를 구출한다.
니콜라스, 애디, 올리비아, 마리아는 미국 대사관으로 향하고 하비와 가브리엘라는 뒤에 남아 추격을 지연시킨다. 루카스가 니콜라스에게 총을 겨누지만 애디가 던져준 칼로 루카스를 죽이고, 그 장면은 니콜라스와 하비가 만든 영화의 마지막 장면으로 이어진다. 니콜라스는 새로운 영화로 찬사를 받고 하비와 인사를 나눈 후 가족과 함께 <패딩턴 2>를 보며 행복한 결말을 맞는다.

## 출연진
- 니콜라스 케이지 - 닉 케이지 역
- 페드로 파스칼 - 하비 구티에레스 역
- 샤론 호건 - 올리비아 헨슨 역
- 티파니 해디시 - 비비언 에튼 역
- 아이크 배린홀츠 - 마틴 에튼 역
- 알레산드라 마스트로나르디 - 가브리엘라 역
- 제이컵 시피오 - 카를로스 역
- 닐 패트릭 해리스 - 리처드 핑크 역
- 릴리 신 - 애디 케이지 역
- 파코 레온 - 루카스 구티에레스 역
- 데이비드 고든 그린 - 본인 역
- 데미 무어 - 올리비아 케이지 역의 배우 역
- 애나 맥도널드 - 애디 케이지 역의 배우 역